# Naissance en 1142
Naissance
- 1138
- 1139
- 1140
- 1141
- 1142
- 1143
- 1144
- 1145
- 1146

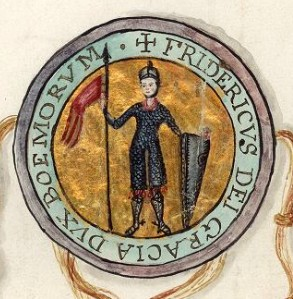
Frédéric Ier de Bohême, né en 1142

Cette page dresse une liste de personnalités nées au cours de l'année 1142 :
- Richard de Canville, chevalier croisé anglo-normand et gouverneur de Chypre.
- Frédéric Ier de Bohême, duc de Bohême.
- Fujiwara Takanobu,  courtisan, poète et peintre de portraits japonais de la fin de l'époque de Heian et du début de l'époque de Kamakura.
- Hö'elün, mère de Gengis Khan et épouse principale du chef mongol Yesügei.
- Al-Mustadhi, ou Abû Muhammad al-Mustadhî bi-'Amr Allah al-Hasan ben al-Mustanjid, 33e calife abbasside  de Bagdad.
- Robert II de Meulan, ou Robert de Beaumont, comte de Meulan.
- Sonam Tsemo, chef tibétain.
- Taklung Thangpa Tashi Pal (en), fondateur de la secte Taklung Kagyu (en) (Tibet).
- Wang Chuyi (en), taoïste.

date incertaine (vers 1142)
- Farid al-Din Attar, peintre et poète perse.

## Crédit d'auteurs
- Cet article est partiellement ou en totalité issu de l'article intitulé « 1142 » (voir la liste des auteurs).